# David J. Gross
David Jonathan Gross (født 19. februar 1941) er en amerikansk teoretisk partikelfysiker og strengteoretiker. Sammen med Frank Wilczek og David Politzer modtog han nobelprisen i fysik i 2004 for deres opdagelse af asymptotisk frihed. Gross er Chancellor’s Chair Professor i teoretisk fysik Kavli Institute for Theoretical Physics på University of California, Santa Barbara og var tidligere deres KITP-direktør og Frederick W. Gluck Chair i Theoretical Physics. Han er også fakultetsmdelem i UC Santa Barbara Physics Department og involveret i Institute for Quantum Studies på Chapman University i Californien. Han er udenlandsk medlem af Chinese Academy of Sciences.